# 1902 în artă
← 1899 în artă — 1900 în artă — 1901 în artă ——  1902 în artă  —— 1903 în artă — 1904 în artă — 1905 în artă →
1902 în artă implică o serie de evenimente:

## Evenimente

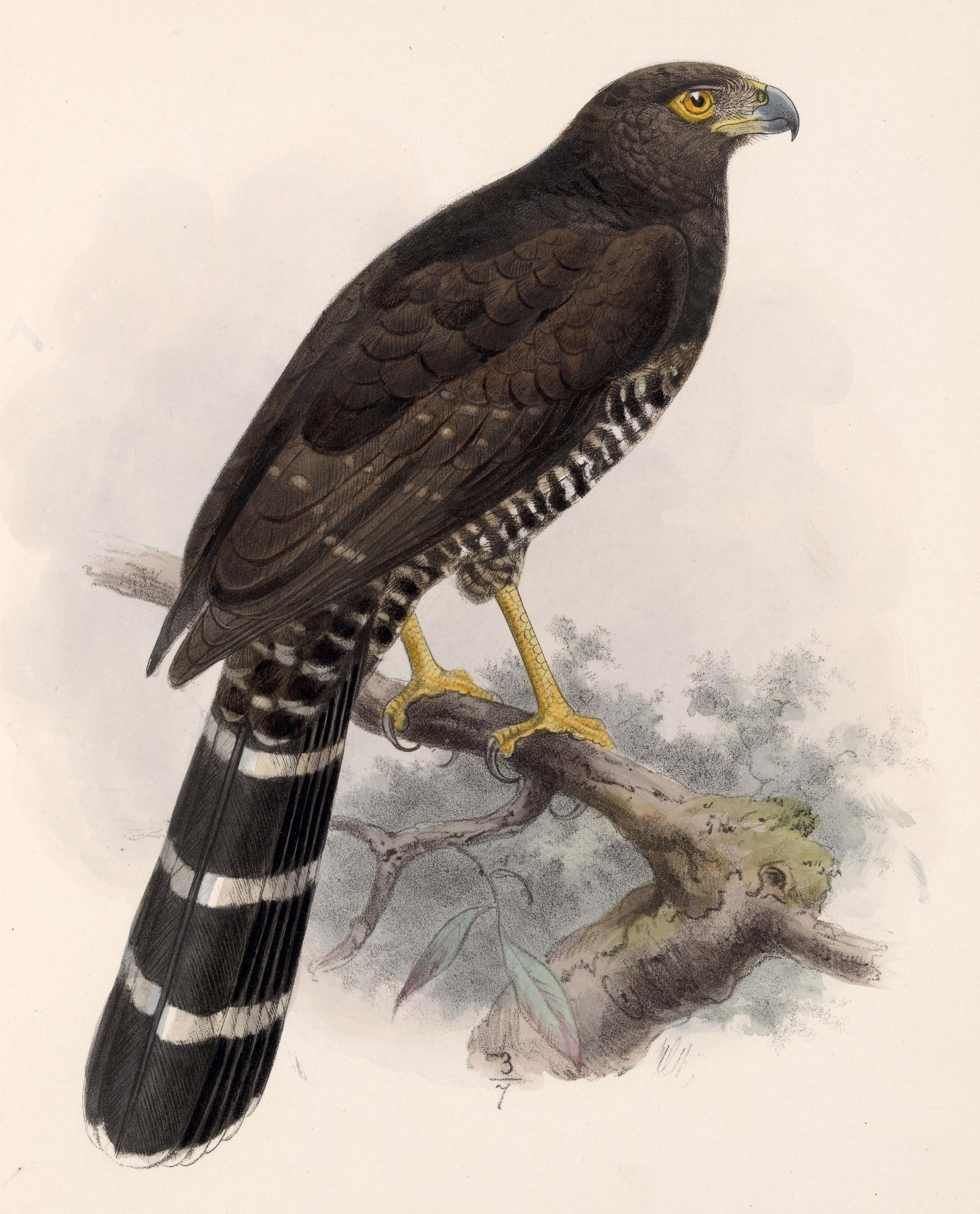
Micrastur semitorquatus (sau Șoimul de pădure cu guler) este o pasăre răpitoare de pădure tropicală, al cărei areal se întidinde din sudul Mexicului în sudul Braziliei — Planșă a fost realizată în 1902 de artistul vizual britanic Edward Neale (1833 – 1904), specializat în reproducerea prin mijloace grafice, specifice timpului său, a animalelor și a ființelor vii, în general.

### Evenimente artistice oriunde
- Iunie – Grupul statuar Boadicea și fiicele ei (1856 – 1883), realizat de sculptorul englez Thomas Thornycroft (1815 – 1885) este turnat în bronz și expus pe Victoria Embankment, în locul cunoscut ca Westminster Millennium Pier, din Londra.
- Iulie – Cecil și Wilfred Phillips deschid galeriile de artă Leicester Galleries din Leicester Square, Londra, cu scopul declarat de a expune artă modernă britanică și franceză.
- Septembrie – Ultimul atelier-studiou al lui Paul Cézanne, la Les Lauves din sud-estul Franței, cu vedere spre decorul minunat al zonei Montagne Sainte-Victoire, este completat.
- Începutul lui octombrie – Prima carte pentru copii a autoarei britanice Beatrix Potter, intitulată Povestea iepurașului Peter, cu propriile sale ilustrate color (publicate inițial, independent, în 1901), este publicată într-o ediție comercială de Frederick Warne & Co în Londra, vânzând, până la sfârșitul anului, peste 28.000 de exemplare, un record al timpului.[1][2]

Fără date precise,
- Al doilea an a Perioadei Albastre (spaniolă Período azul, 1901 - 1903) a activității creatoare a lui Pablo Picasso. Perioada Albastră este considerată ca fiind prima mare etapă din evoluția artistică a artistului vizual spaniol.

Perioada Albastră va fi urmată de Perioadei Roz (spaniolă Período rosa, 1904 - 1907), a doua mare etapă artistică. din cele zece perioade, din cariera marelui artist plastic spaniol.

## Nașteri

### Ianuarie - iunie
- 13 ianuarie –
- 4 februarie –
- 28 februarie –
- 10 martie –
- 23 martie –

### Iulie - decembrie
- 1 iulie –
- 17 august –

## Decese
- 11 iunie – Otto Eckmann, artist grafic german (n. 19 noiembrie 1865)
- 28 iulie – Jehan Georges Vibert, pictor academist francez (n. 30 septembrie 1840)
- 8 ianuarie –

## Galerie (lucrări din 1902)

Lucrări reprezentative
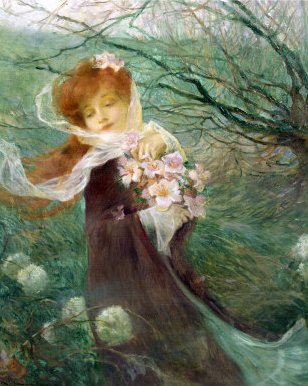
1902 – Menelas Michel Simonidy (1870 – 1933) – Parfum de iarnă (în engleză Winter perfume)
1902 – Vasul cu pânze Thomasina MacLellan (în engleză Clipper Ship Thomasina MacLellan) - autor J.T.B.[3]